# UBTF
UBTF (англ. Upstream binding transcription factor, RNA polymerase I, інші назви UBF; UBF1; UBF2; UBF-1; NOR-90) – ядерцевий транскрипційний фактор, що регулює транскрипцію генів рРНК за допомогою РНК-полімерази I та низку інших процесів. У людини кодується однойменним геном, розташованим на короткому плечі 17-ї хромосоми. UBTF представлений єдиним поліпептидним ланцюгом, причому за зв'язування з ДНК відповідає особливий домен HGM-бокс. Білок локалізується в ядерці, точніше, у фібрилярних центрах і щільному фібрилярному компоненті. Порушення роботи UBTF призводить до різних захворювань, зокрема ракових. Довжина поліпептидного ланцюга білка становить 764 амінокислот, а молекулярна маса — 89 406.
| 10         |  | 20         |  | 30         |  | 40         |  | 50         |
| ---------- |  | ---------- |  | ---------- |  | ---------- |  | ---------- |
| MNGEADCPTD |  | LEMAAPKGQD |  | RWSQEDMLTL |  | LECMKNNLPS |  | NDSSKFKTTE |
| SHMDWEKVAF |  | KDFSGDMCKL |  | KWVEISNEVR |  | KFRTLTELIL |  | DAQEHVKNPY |
| KGKKLKKHPD |  | FPKKPLTPYF |  | RFFMEKRAKY |  | AKLHPEMSNL |  | DLTKILSKKY |
| KELPEKKKMK |  | YIQDFQREKQ |  | EFERNLARFR |  | EDHPDLIQNA |  | KKSDIPEKPK |
| TPQQLWYTHE |  | KKVYLKVRPD |  | ATTKEVKDSL |  | GKQWSQLSDK |  | KRLKWIHKAL |
| EQRKEYEEIM |  | RDYIQKHPEL |  | NISEEGITKS |  | TLTKAERQLK |  | DKFDGRPTKP |
| PPNSYSLYCA |  | ELMANMKDVP |  | STERMVLCSQ |  | QWKLLSQKEK |  | DAYHKKCDQK |
| KKDYEVELLR |  | FLESLPEEEQ |  | QRVLGEEKML |  | NINKKQATSP |  | ASKKPAQEGG |
| KGGSEKPKRP |  | VSAMFIFSEE |  | KRRQLQEERP |  | ELSESELTRL |  | LARMWNDLSE |
| KKKAKYKARE |  | AALKAQSERK |  | PGGEREERGK |  | LPESPKRAEE |  | IWQQSVIGDY |
| LARFKNDRVK |  | ALKAMEMTWN |  | NMEKKEKLMW |  | IKKAAEDQKR |  | YERELSEMRA |
| PPAATNSSKK |  | MKFQGEPKKP |  | PMNGYQKFSQ |  | ELLSNGELNH |  | LPLKERMVEI |
| GSRWQRISQS |  | QKEHYKKLAE |  | EQQKQYKVHL |  | DLWVKSLSPQ |  | DRAAYKEYIS |
| NKRKSMTKLR |  | GPNPKSSRTT |  | LQSKSESEED |  | DEEDEDDEDE |  | DEEEEDDENG |
| DSSEDGGDSS |  | ESSSEDESED |  | GDENEEDDED |  | EDDDEDDDED |  | EDNESEGSSS |
| SSSSSGDSSD |  | SDSN       |  |            |  |            |  |            |

A: Аланін

C: Цистеїн

D: Аспарагінова кислота

E: Глутамінова кислота

F: Фенілаланін

G: Гліцин

H: Гістидин

I: Ізолейцин

K: Лізин

L: Лейцин

M: Метіонін

N: Аспарагін

P: Пролін

Q: Глутамін

R: Аргінін

S: Серин

T: Треонін

V: Валін

W: Триптофан

Кодований геном білок за функціями належить до активаторів, фосфопротеїнів. 
Задіяний у таких біологічних процесах, як транскрипція, регуляція транскрипції, ацетилювання, альтернативний сплайсинг.

## Класифікація
За даними бази TRANSFAC, білок UBTF належить до групи «4.7. Клас HMG», «4.7.4 родина UBF». Інші автори виділяють надродину HMGB-білків, у якій білок UBTF належить до родини HMG/UBF.

## Ген та ізоформи
Ген UBTF у людини розташований на 17-й хромосомі в локусі 17q21.31 і містить 25 екзонів. У ссавців відомі 2 ізоформи білку UBTF, які утворюються через альтернативний сплайсинг первинних транскриптів гена UBTF: UBTF1 і UBTF2. Псевдогени цього гена розташовуються на коротких плечах хромосом 3, 11 і Х, а також довгому плечі хромосоми 11.

## Структура
Білок UBTF представлений єдиним ланцюгом з 764 амінокислотних залишків. У вторинній структурі є альфа-спіралі, бета-листи і бета-поворот. Зв'язування з ДНК забезпечується шістьма мотивами HGM-бокс. Білок також характеризується наявністю N-кінцевого домену дімеризаціі та C-кінцевого кислого хвоста. У ізоформи UBTF2 відсутні 37 амінокислот з другого HGM-боксу.
У розчині UBTF формує димери. Димеризація здійснюється завдяки N-кінцевому домену завдовжки понад 80 амінокислотних залишків. Цей домен надзвичайно консервативний, тому, можливо, також бере участь у регуляції транскрипції та/або зв'язуванні UBTF з функціональними ядерцевими організаторами. Серед HGM-боксів UBTF для зв'язування з ДНК абсолютно необхідний лише перший, а інші HGM-бокси підсилюють цю взаємодію. HGM-бокси UBTF мають характерну вигнуту L-подібну форму і складаються з трьох альфа-спіралей, які можуть вносити конформаційні зміни в ДНК. В умовах in vitro димер UBTF шпоркової жаби може згинати в петлю вільну від нуклеосом рибосомної ДНК завдовжки до 180 пар основ. Крім того, UBTF може одночасно зв'язуватися з двома молекулами ДНК.
C-кінцевий домен UBTF складається з 57 залишків кислих амінокислот (глутамінової та аспарагінової кислоти), а також 23-х залишків серину. Кислий домен відіграє ключову роль в участі UBTF в активації транскрипції. Саме цей негативно заряджений домен обумовлює фарбування активних ядерцевих організаторів солями срібла.
UBTF може піддаватися таким посттрансляційним модифікаціям, як ацилювання та фосфорилювання (за залишком треоніну Thr201 і 12 залишками серину). Про функціональне значення посттрансляційних модифікацій див. розділ Регуляція.

## Внутрішньоклітинна локалізація
UBTF — надзвичайно численний транскрипційний фактор; так, у первинних людських фібробластах виявляють до 106 молекул на клітину. UBTF — ядерцевий білок, який виявляють у двох ядерцевих компонентах — щільному фібрилярному компоненті і фібрилярних центрах. Крім того, його можна виявити в нуклеоплазмі. UBTF характеризується дуже високою спорідненістю до рДНК і в умовах in vivo може зв'язуватися з нею за відсутності промоторів і транскрипції. На клітинах HeLa показано, що ядерцева локалізація UBTF пов'язана з інтенсивністю транскрипції генів рРНК. В ядерцях, що мають єдиний великий фібрилярний центр (такі ядерця характеризуються низьким рівнем транскрипції рРНК), UBTF розташовується переважно там. Проте в ядерцях, які характеризуються інтенсивною транскрипцією з ділянок рДНК і мають безліч дрібних фібрилярних центрів, UBTF локалізується переважно на межі фібрилярних центрів і щільного фібрилярного компонента.

## Функції
Довгий час вважали, що єдина функція UBTF — участь в утворенні преініціаторного комплекса на промоторах рДНК. Відповідно до однієї з моделей, UBTF пов'язує частини ДНК, що знаходяться вище від промотора і корові промоторні елементи, внаслідок чого утворюється петля ДНК, на якій збирається схожий на нуклеосому білковий комплекс. Завдяки цьому UBTF може взаємодіяти з фактором транскрипції TIF-1B (SL1). Утворюваний комплекс приваблює РНК-полімеразу I. Втім, станом на 2017 рік цей механізм утворення преініціаторного комплексу і роль UBTF в ініціації транскрипції рДНК менш зрозумілі: показано, що в умовах in vitro UBTF не є абсолютно необхідним для ініціації транскрипції.
У ході експериментів з інтеграції довгого ряду сайтів зв'язування UBTF з рДНК гладенької шпоркової жаби в геном клітин людини було показано, що UBTF необхідний для формування ядерця. В цих рядах спостерігали утворення схожих на ядерця структур, отже, UBTF виступав як майданчик для складання ядерець навіть за відсутності транскрипції, опосередкованої РНК-полімеразою I. UBTF спільно з машинерією РНК-полімерази I, нуклеоніном, нуклеофосміном і фібрилларіном належить до числа перших факторів, з яких починається збирання ядерця і залучення інших білкових компонентів ядерець. UBTF залучений у регуляцію біогенезу рибосом.
Є низка свідчень щодо участі UBTF у перебудовах хроматину (ремоделювання хроматину). Показано, що UBTF необхідний для підтримки структури еухроматину в області активних ядерцевих організаторів (англ. nucleolar organizer region, NOR). Можливо, що це пов'язано з конкурентним витісненням UBTF лінкерного гістону H1, який бере участь у формуванні гетерохроматину. UBTF абсолютно необхідний для формування активних ядерцевих організаторів, в умовах нокауту у мишей відповідного гену утворення NOR порушується. Таким чином, UBTF перешкоджає утворенню гетерохроматину в області рДНК і сприяє підтримці активної конформації хроматину.
Показано, що в мишей метилювання динуклеотиду CpG в позиції -133 відносно корової частини промотору рДНК ядерцевим комплексом ремоделювання NoRC забезпечує транскрипційне заглушення генів рРНК і зменшує зв'язування UBTF з промоторами рДНК. На кінцевих стадіях диференціації промієлоцитів миші заглушення рДНК збільшується, при цьому зв'язування UBTF з повторами рДНК також зменшується. Оскільки експресія UBTF поступово скорочується на кінцевих стадіях диференціювання багатьох клітинних ліній, то ймовірно, що регуляція UBTF слугує ключовим механізмом заглушення рДНК у ході розвитку. Справді, за допомогою делеції гену UBTF показано, що білок UBTF необхідний для розвитку зародку до стадії морули. Цікаво, що втрата UBTF індукувала утворення в ооцитах і ранніх ембріонах великих внутрішньоядерних структур, схожих на тільця-попередники ядерець (NPB). Показано, що при відсутності UBTF у мишей відбувається розбирання ядерець у соматичних клітинах і накопичення ключових факторів транскрипції генів рРНК у щільних внутрішньоядерних тільцях, схожих на NPB. В ембріонах же самі NPB і гетерохроматин, який їх оточує, зруйновані.
2015 року показано, що UBTF бере участь у підтримці стабільності геному, регулюючи активно транскрибовані РНК-полімеразою II гени.

## Регуляція
Активність UBTF може регулюватися за допомогою посттрансляційних модифікацій. Наприклад, фосфорилювання UBTF посилює транскрипцію генів рДНК. Так, білок mTOR (ключовий регулятор клітинного росту) регулює транскрипцію генів рРНК через білок S6K1 і фосфорилювання C-кінцевого домену UBTF. Фосфоінозитид-3-кіназа фосфорилює UBTF у ході сигнального шляху інсуліноподібного фактору росту. UBTF також може бути фосфорильований кіназами ERK1/ERK2. Так, активація шляху MAPK/ERK епідермальним фактором росту (EGF) викликає опосередковане ERK1/2 фосфорилювання UBTF за першими двома HGM-боксами, що призводить до позитивної регуляції транскрипції рДНК внаслідок посилення елонгації транскрипції РНК-полімеразою I. Фосфорилювання HGM-боксів 1 і 2 за допомогою ERK підвищує їх спорідненість до лінійної ДНК, що полегшує елонгацію транскрипції, яку проводить РНК-полімераза I. UBTF може активуватися внаслідок фосфорилювання комплексами циклінів і циклін-залежних кіназ, специфічних для фази G1 клітинного циклу. Людський пухлинний супресор p14ARF пригнічує фосфорилювання UBTF і, як наслідок, транскрипцію рДНК.
Показано, що стан ацетилювання UBTF змінюється в ході клітинного циклу і ацетилювання UBTF впливає на його взаємодію з РНК-полімеразою I. Білковий комплекс RUNX2 і гістондеацилази 1 (HDAC1) регулює експресію рРНК, деацетилюючи UBTF. Білок hALP може активувати транскрипцію, опосередковану РНК-полімеразою I, зв'язуючись з UBTF і ацетилюючи його.
Взаємодія UBTF з ДНК може безпосередньо регулюватися зв'язуванням з фосфатіділінозитол-4,5-бісфосфатом.

## Взаємодія з іншими білками
У таблиці нижче перераховані ключові білки, з якими взаємодіє UBTF:
| Білок   | Функція                                         | Експериментальне підтвердження                      |
| ------- | ----------------------------------------------- | --------------------------------------------------- |
| PAF53   | Субодиниця РНК-полімерази I                     | Взаємодія in vitro і коімунопреципітація            |
| PAF49   | Субодиниця РНК-полімерази I                     | Взаємодія in vitro                                  |
| TAFI48  | Субодиниця SL1                                  | Взаємодія in vitro                                  |
| TBP     | Субодиниця SL1                                  | Взаємодія in vitro                                  |
| Treacle | Взаємодіє з боксом C/D малих ядерцевих РНК      | Дріжджова двогібридна система і коімунопреципітація |
| SIRT7   | Потенційна АДФ-рибозилтрансфераза і деацетилаза | Взаємодія in vitro                                  |
| CTCF    | Організація хроматину                           | Взаємодія in vitro і ковиділення                    |

## Консервативність
Довгий час вважали, що UBTF є тільки у хребетних. Це уявлення підкріплювалося відсутністю схожих на UBTF білків у таких модельних організмів, як мухи дрозофіли, круглі черв'яки Caenorhabditis elegans, пивні дріжджі та квіткові рослини Arabidopsis. Однак, зі збільшенням даних про послідовності ДНК різноманітних організмів UBTF знайшли у тварин, що не належать до хребетних, наприклад, у хордової тварини — асцидії Ciona intestinalis. Амінокислотні послідовності N-кінцевого домену димеризації та першого HGM-боксу у Ciona і людини збігаються на 40 і 54 % відповідно. Більш того, у Ciona, як і у людини, UBTF містить кілька (принаймні п'ять) HGM-боксів.
Виявилося, далі, що UBTF є у різноманітних членистоногих (наприклад, у кліща Ixodes scapularis, жука Tribolium castaneum,  горохової попелиці). Навіть у геномі примітивної тварини Trichoplax adhaerens знайдено відкриту рамку зчитування, дуже схожу на UBTF. Порівняння UBTF Trichoplax і Ciona виявило 27 % подібності в послідовностях доменів димеризаціі. Гомолог UBTF Trichoplax також має кілька HGM-боксів, причому бокс, сусідній з доменом димеризації, має 30% схожості з аналогічним доменом Ciona, однак UBTF Trichoplax не має кислого N-кінцевого домену. Ймовірно, у модельних безхребетних тварин відбулася сильна втрата генів, зокрема тих, які кодують UBTF. Судячи з усього, гриби і рослини не мають UBTF. У пивних дріжджів виявлено HGM-вмісний білок HMO1, який може відігравати ролі, аналогічні до функцій UBTF Metazoa.

## Клінічне значення
Вірус простого герпесу першого типу викликає переміщення UBTF з ядерця клітини-господаря в компартменти реплікації вірусу. Проте, показано, що UBTF не сприяє реплікації вірусу, а, навпаки, пригнічує її.
Продемонстровано, що онкопротеїн E7 людського папіломавірусу стимулює транскрипцію генів рДНК, збільшуючи кількість фосфорильованої форми UBTF.
Підвищений рівень експресії UBTF, який відповідає позитивній регуляції транскрипції рДНК, пов'язаний з гіпертрофією серця. І навпаки, при диференціюванні рівень транскрипції рДНК знижений, що відповідає значному зменшенню експресії UBTF.
Встановлено, що порушення ацилювання UBTF за залишком лізину 352 пов'язані з порушеннями транскрипції рДНК при хворобі Гантінгтона.
Показано, що у пацієнтів з гепатоцелюлярною карциномою спостерігаються підвищений рівень експресії UBTF, що приводить до онкогенного ефекту. Виявилося, що білок HBx вірусу гепатиту B активує злоякісне переродження клітин через c-Myc-залежне посилення експресії UBTF.
Показано зв'язок між втратою волосся у людини і рівнем експресії UBTF.